# 塞勒姆審巫案相關文化
從19世紀初至今，塞勒姆審巫案在美國的藝術，文學和大眾媒體等文化層面中廣泛的流傳，並重新演繹。

## 文學
- 《Rachel Dyer》（1828年），約翰·尼爾所著。
- 美國詩人約翰·格林里夫·惠蒂埃寫了許多與此事件相關的詩作，包括1831年的《The Weird Gathering》和1849年的《Calef in Boston》，後者描述了羅伯特·卡里夫（英语：Robert Calef）與科頓·馬瑟在審判結束後所進行的公開辯論。
- 《年輕的布朗大爺》（1835年），納撒尼爾·霍桑創作的短篇小說，霍桑本人是約翰·霍桑法官的曾曾孫。
- 《The Salem Belle: A Tale of 1692》（1842年），作者匿名，Tappan & Dennett出版[1]。
- 《Lois the Witch》（1859年），伊莉莎白·蓋斯凱爾所寫的中篇小說，以塞勒姆審巫案為背景，描述忌妒和性慾如何會導致眾人歇斯底里。她的靈感來自於麗貝卡·納斯的故事。
- 《Giles Corey of the Salem Farms》（1868年），亨利·沃茲沃思·朗費羅所寫的戲劇，以吉爾斯·科里作為主角。
- 《Salem: A Tale of the Seventeenth Century》（1874年），D. R. Castleton所寫的歷史小說[2]。
- 《Giles Corey, Yeoman》（1893年），瑪麗·埃莉諾·威爾金斯·費里曼（英语：Mary Eleanor Wilkins Freeman）所寫的戲劇，以吉爾斯·科里作為主角。
- 《The Witch of Salem, or Credulity Run Mad》（1893年），約翰· R·穆西克（John R. Musick）所寫的歷史小說，Funk & Wagnalls Company出版[3]。

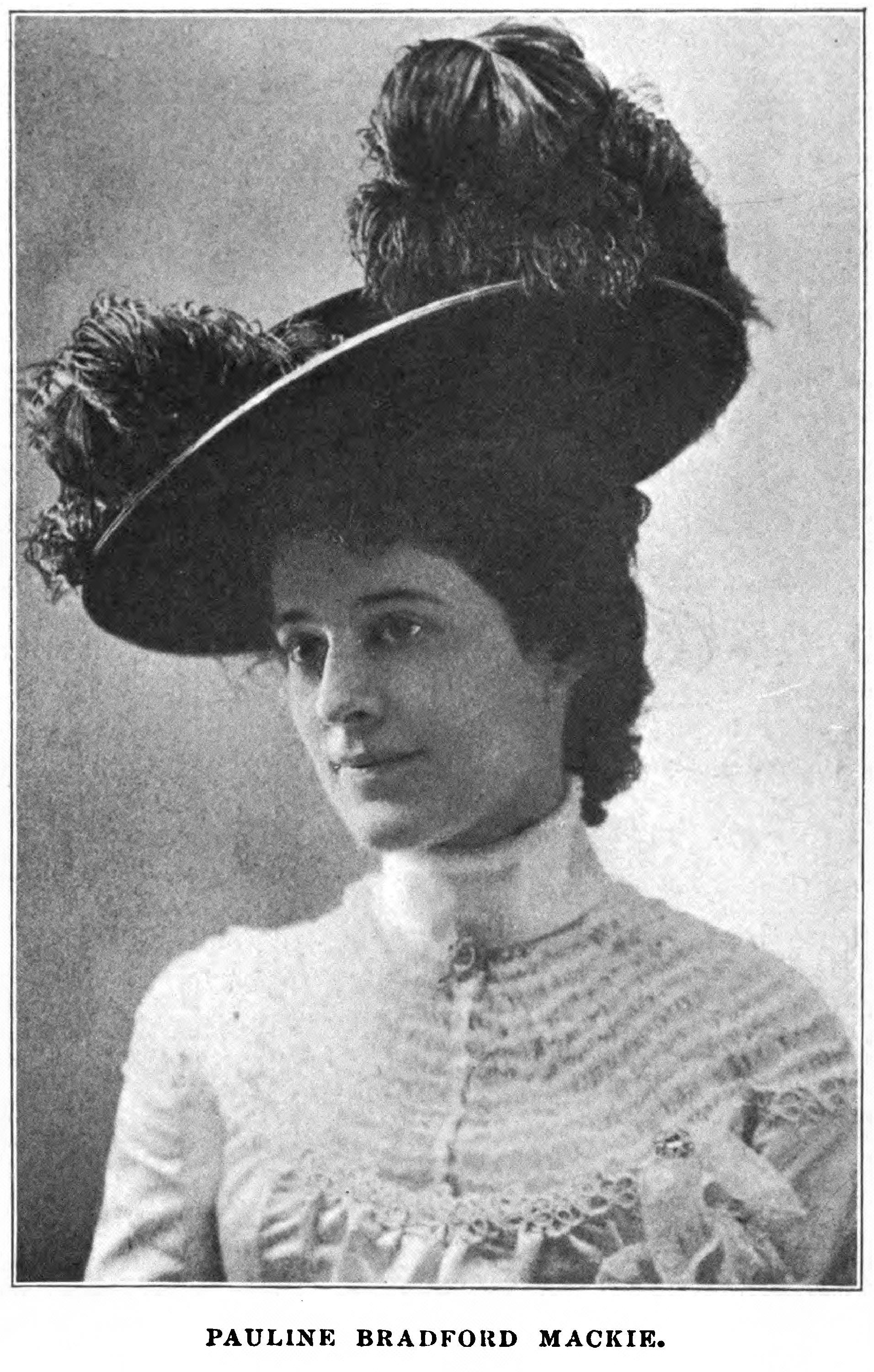
保琳·布拉德福德·麥基

- 《Ye lyttle Salem maide, a story of witchcraft》（1898年），保琳·布拉德福德·麥基（英语：Pauline Bradford Mackie）所寫的小說[4]。
- 由霍華德·菲利普斯·洛夫克拉夫特所寫的克蘇魯神話體系小說中，有各式各樣的事件發生在麻薩諸塞州的阿卡姆鎮上，這個虛構小鎮據說是由從塞勒姆審巫案中逃出的難民所打造的。例如在《魔女屋中之夢》中，女巫凱夏·梅森（Keziah Mason）據說就是來自塞勒姆。
- 《Dulcibel: A tale of old Salem》（1907年），亨利·彼得森（Henry Peterson）所著，講述一位名叫Dulcibel Burton的虛構角色在塞勒姆審巫案中遭受指控的故事。
- 《A Witch of Salem: Grand Opera in Two Acts》（1926年），內勒·里奇蒙德·埃伯哈特（英语：Nelle Richmond Eberhart）所著的書籍。
- 《A Mirror for Witches》（1928年），由紐伯瑞獎的獲獎作家埃絲特·福布斯（英语：Esther Forbes）所著。
- 《激情年代》（1953年），美國劇作家亞瑟·米勒的作品，米勒以該劇影射美國政府奉行麥卡錫主義，將許多所謂共產主義者列入黑名單的事件[5] 。
- 《塞勒姆村的提圖芭（英语：Tituba of Salem Village）》（1964年），小說家安·佩特里（英语：Ann Petry）所著的兒童文學，以提圖芭為主角。
- 《The Pariah》（1983年），葛拉罕·馬斯特頓（英语：Graham Masterton）所著，將整起審巫案的元兇歸咎於阿茲特克的惡魔米克特蘭特庫特利。
- 《我，提圖芭，塞勒姆的黑魔女（英语：I, Tituba: Black Witch of Salem）》（1986年），瑪麗斯·孔戴所寫的法文作品，之後於1991年出版英文版。孔戴自由地想像出提圖芭的童年和老年生活，並讓提圖芭講述故事。（ISBN 978-0-345-38420-1）
- 《Witches' Children》（1987年），派翠西亞·克拉普（英语：Patricia Clapp）所著的青年小說，以原告瑪麗·沃倫的視角去講述整個故事。
- 《A Break with Charity》（1992年），安·里納第（英语：Ann Rinaldi）所著的青年小說。
- 《秘社》（1992年），L·J·史密斯（英语：L. J. Smith (author)）所著的青年小說，故事舞台發生在麻薩諸塞州新塞勒姆（英语：New Salem, Massachusetts）。本系列的主角是一位16歲的女孩凱西·布萊克（Cassie Blake）。
- 《Acceptable Risk》（1995年），一部由羅賓·庫克所著的成人醫學驚悚小說，故事情節中，將審巫案歸咎於當今醫學研究人員新發現的不尋常模式。
- 《Beyond the Burning Time》（1996年），凱瑟琳·拉斯基（英语：Kathryn Lasky）所著的青年小說，透過一位虛構的年輕女性瑪麗·雀斯（Mary Chase）的視角，看待整個審判。
- 《Gallows Hill》（1997年），露薏絲·鄧肯（英语：Lois Duncan）所著的青年小說，其中主角莎拉和其他許多人在試煉期間被證明是受指控者和罹難者的轉世。
- 《The Witch Hunters》（1998年），超時空奇俠系列作品，由史蒂夫·里昂（英语：Steve Lyons (writer)）所著，在故事中，第一任博士和他的孫女等同伴造訪了審巫案期間的塞勒姆。如塞繆爾·帕里斯牧師、艾比蓋兒·威廉斯、麗貝卡·納斯、安·普特南和約翰·普羅克特等歷史人物皆有登場。
- 《哈利波特》系列的第三集《哈利波特－阿茲卡班的逃犯》（1999年）和第四集《哈利波特－火盃的考驗》（2000年）中稍微提及了塞勒姆審巫案，並在Pottermore網站中有更進一步的敘述。
- 《Dorcas Good: The Diary of a Salem Witch》（1999年），蘿絲·伊爾哈特（Rose Earhart）所著的虛構日記，日記的主人是長大成人後的多蘿西·古德，內容則是她對小時候經歷過的塞勒姆審巫案的回憶。（ISBN 1-893221-02-4）
- 《Witch Child》（2000年），西莉亞·里斯（英语：Celia Rees）所著的小說，主角是一位年輕的新英格蘭女性清教徒。（ISBN 978-0-7636-4228-0）
- 《I Walk in Dread: The Diary of Deliverance Trembly, Witness to the Salem Witch Trials, Massachusetts Bay Colony 1691》（2004年），親愛的美國（英语：Dear America）系列作品，由麗莎·羅薇·弗拉斯蒂諾（英语：Lisa Rowe Fraustino）所著的青年小說。
- 《The Last Witchfinder》（2006年），詹姆斯·莫羅（英语：James Morrow）所著的歷史小說。
- 《The Lace Reader》（2008年），布魯諾雅·貝瑞（英语：Brunonia Barry）所著的心理懸疑小說，涉及審巫案的許多面向，包括了布麗姬·畢夏普的逮捕一事。（ISBN 978-0-06-162476-6）
- 《The Heretic's Daughter: A Novel》（2008年），凱瑟琳·肯特（Kathleen Kent）所著小說，以10歲的莎拉·科里安的視角來看待其母親瑪莎·科里安（英语：Martha Carrier）的案例。（ISBN 978-0-316-02448-8）
- 《The Physick Book of Deliverance Dane》（2009年），凱瑟琳·豪（英语：Katherine Howe）所著，主角為蒂利沃倫斯·丹恩（英语：Deliverance Dane）的後代。（ISBN 978-1-4013-4090-2）
- 《Time of the Witches》（2009年），安·梅耶斯（英语：Ann Meyers）所著，主角是生活在塞勒姆審巫案時代的虛構人物，包括提圖芭在內的許多歷史人物皆會出現。
- 《超自然檔案：一年過去》（Supernatural: One Year Gone）（2011年），根據電視節目超自然檔案系列所寫，由麗貝卡·德塞汀（Rebecca Dessertine）所著，描寫主角狄恩·溫徹斯特（英语：Dean Winchester）在塞勒姆發現了當年審巫案背後的真相，並在結局殺死身為幕後黑手的兩名邪惡女巫。
- 《Conversion》（2014年），凱瑟琳·豪所著，從安·普特南的視角檢視整起案件，這部小說透過塞勒姆審巫案探討集體歇斯底里現象的發生。
- 《Becky Nurse of Salem》（2019年），莎拉·魯爾（英语：Sarah Ruhl）所寫的戲劇，主角為麗貝卡·納斯的後代。

## 電影
- 《少女的塞勒姆（英语：Maid of Salem）》（1937年），由克勞黛·考爾白主演，並由弗蘭克·洛伊德執導。
- 《我娶了一個女巫（英语：I Married a Witch）》（1942年），由維若妮卡·蕾克和佛德烈·馬區主演，並由勒內·克萊爾執導。幾個世紀前在塞勒姆被燒死的巫婆（Lake）又回到了清教徒的後裔（March）身邊，於是後者就送前者上西天。含有特效的喜劇片。
- 《激情年代》（1957年），一部東德電影，原本的標題為「Les Sorcières de Salem」，由茜蒙·仙諾和尤·蒙頓主演，改編自亞瑟·米勒1953年的同名作品。
- 《奪情記（英语：Bell, Book and Candle）》（1958年），由詹姆斯·史都華和金·露華主演，後者扮演一位住在1950年代的格林威治村的老塞勒姆女巫。
- 《Three Sovereigns for Sarah》（1985年），由凡妮莎·蕾格烈芙主演，改編自莎拉·克勞斯的經歷，她的兩位姐姐都在審巫案中被處決。
- 《女巫也瘋狂》（1993年），迪士尼喜劇片，由貝蒂·蜜勒、莎拉·潔西卡·帕克和凱西·奈吉米（英语：Kathy Najimy）飾演在塞勒姆被處刑的三姊妹，在三百年後回到現代為禍人間。巧合的是，帕克之後發現自己的曾祖母曾在1692年11月被指控涉及巫術，但沒有遭到審判。
- 《激情年代》（1996年），由丹尼爾·戴-路易斯和薇諾娜·瑞德主演，改編自亞瑟·米勒1953年的同名作品。
- 《Scooby-Doo! and the Witch's Ghost》（1999年），不太嚴謹的參照了塞勒姆審巫案，講述一位女巫的後裔向整座小鎮報復的故事。
- 《Keeper of Souls》（2004年），恐怖電影，將審巫案與惡魔做連結。
- 《魔男生死鬥（英语：The Covenant (film)）》（2006年），由史蒂文·斯崔特主演，登場角色的超能力傳承自他們的塞勒姆祖先。
- 《Salem: Examine the Evidence》（2011年），一部紀錄片，拍攝了塞勒姆遊客中心每天向遊客表演審判的過程[6]。
- 《Salem: The True 1692》（2011年），一部3D電影[7]。
- 《鬼影幢幢（英语：A Haunting in Salem）》（2011年），一部3D恐怖片。
- 《塞勒姆的領主（英语：The Lords of Salem (film)）》（2012年），由羅伯·殭屍執導，關於一群300多歲的女巫的恐怖片，這些女巫在塞勒姆審巫案期間被秘密地監禁與折磨。
- 《派拉諾曼：靈動小子》（2012年），動畫電影，劇情發生在麻薩諸塞州的一座小鎮，三百年前，有一位無辜的女孩因受指控為女巫而冤死。
- 《驗屍官 (電影)》（2016年），由艾米爾·荷許和布萊恩·考克斯主演的恐怖電影，一具女屍被送到驗屍官父子面前，父子倆在解剖屍體的過程中，逐漸瞭解了藏在女屍身上的秘密。在電影的結尾透露這名女屍似乎是來自塞勒姆審巫案的女巫。

## 電視節目、影集和無線電臺節目
- 《You Are There》（1947年），CBS電視臺早期製作的廣播節目。
- 《神仙家庭（英语：Bewitched）》（1964年－1972年），電視影集，劇中有進行時間旅行到1692年的塞勒姆的情節。
- 《In Search of...》（1977年－1982年），電視影集，第五季第109集的主題是「塞勒姆女巫」。
- 《Voyagers！》（1982年），科幻電視節目，劇中艾比亞·富爾家（班傑明·富蘭克林的母親）在塞勒姆審巫案中被燒傷。
- 《Three Sovereigns for Sarah》（1985年），美國公共電視臺的迷你電視影集，由凡妮莎·蕾格烈芙和金·杭特主演。
- 《辛普森家庭》（1989年至今），電視動畫喜劇，1997年的其中一集〈Treehouse of Horror VIII〉改編自塞勒姆審巫案。
- 《週六夜現場》第19季的第38集（1993年）中，有一部情境短劇「塞勒姆審婊案」（Salem Bitch Trials）[8]。
- 《叔比狗秀（英语：The Scooby-Doo Show）》第三季第4集，主要角色在塞勒姆尋找女巫。
- 《魔法少女莎賓娜》第一季第23集（1997年），該集中莎賓娜等人前往塞勒姆。
- 《反鬥歷史轉地球（英语：Histeria!）》（1998年－2001年），兒童電視動畫節目，第36集[9]。
- 《尋找歷史》（In Search of History），歷史頻道的電視節目，其中一集的主題是塞勒姆審巫案（1998年）。
- 《魔法奇兵》（1997年－2003年），電視影集
- 《聖女魔咒》（1998年－2006年），電視影集，三名主角的祖先在塞勒姆審巫案中被燒死。
- 《Secrets of the Dead》第二季第1集（2002年），美國公共電視臺的電視節目。
- 《Witch Hunt》（2002年），歷史頻道拍攝的紀錄片。
- 《塞勒姆審巫案》（2002年），迷你電視影集，由亨利·科澤尼主演。
- 《歷史謎團（英语：Unsolved History）》，Discovery的電視節目，其中第23集的主題是塞勒姆審巫案（2003年）。
- 《Ghost Hunters》第三季第17集（2007年），超自然電視節目，節目中，霍桑旅館（Hawthorne Hotel）受到布麗姬·畢夏普的冤魂所擾。
- 《噬血Y世代》，超自然奇幻影集，其中一位虛構角色邦妮·本內特的祖先是塞勒姆的一位女巫。
- 《Salem: Unmasking the Devil》（2011年），英國廣播公司和國家地理頻道播出的關於塞勒姆的紀錄片[10][11]。
- 《尋骨線索》，第五季第20集
- 《我欲為人》，Syfy播出的電視劇
- 《秘社》（2011年－2012年），CW電視網播出的電視劇，主要角色是從塞勒姆逃脫的女巫家族的後代。
- 《美國恐怖故事：女巫集會》（2013年），一群塞勒姆女巫後裔之間所發生的故事。
- 《塞勒姆（英语：Salem (TV series)）》（2014年），由亞當·西門和布藍儂·布拉加創作的美國歷史電視影集，由夏恩·威斯特主演。
- 《穿越時間線（英语：Timeless (TV series)）》，第二季第2集中穿越到1692年9月22日，即為塞勒姆審巫案正在進行中的時間點。
- 《汪達幻視》（2021年），第8集女巫阿嘉莎·哈克尼斯的起源背景。

## 漫畫書
- 《Black Cat Mystery Comics》，1946年6月發行的第29集〈黑貓大戰塞勒姆女巫〉（Black Cat Battles the Salem Witch）
- 《The Salem Terror》（1948年），完整的故事可在此處閱讀：Pappy's Gold Age Comics Blog, No. 920, March 28, 2011 （页面存档备份，存于）
- 《Unknown Worlds》，1962年9月發行的第18集〈Witch Hunter of Salem〉，是一篇只有十一頁的故事。
- 《Marvel Team-Up》（1976年），第41集到第44集中，蜘蛛人、幻視和緋紅女巫來到了1692年的塞勒姆，與末日博士作戰，後者得到了科頓·馬瑟的協助。其中第42集描繪了歷史情節。
- 《驚奇4超人》第一卷（1977年）中，這支超級英雄隊伍在科羅拉多州發現了一個名叫「新塞勒姆」的隱藏城鎮，居民是一群巫師和女巫，是塞勒姆審巫案倖存者的後代。
- 《Salem》，以塞勒姆為主題的系列漫畫，第一卷於2006年出版，整個系列後來在2009年2月出版為一本單行本《Salem: Queen of Thorns》（ISBN 1-934506-46-X）。

## 音樂
- 《激情年代》（1961年），由羅伯特·沃德（英语：Robert Ward (composer)）所寫的歌劇，改編自亞瑟·米勒1953年的同名作品。
- 《They Were Wrong, So We Drowned》，由騙徒樂團（英语：Liars (band)）發行的第二張專輯。
- 《Educated Horses》，羅伯·殭屍2006年的專輯，收錄了2012年電影《塞勒姆的領主（英语：The Lords of Salem (film)）》的同名歌曲。
- 《Witch Hunt》，匆促樂團的歌曲，收錄在1981年的專輯《Moving Pictures》當中，內容關於操縱者如何利用恐懼來操縱無知的群眾以達到他們的目的，就像女巫狩獵期間的塞勒姆市民一樣。
- 《Malleus Maleficarum》，AFI (樂團)（英语：AFI (band)）的歌曲。
- 《Salem Girls》，Big D and the Kids Table（英语：Big D and the Kids Table）於2005年發行的EP（短專輯）。
- 尼爾·皮特森（英语：Neal Peterson）在他的歌曲《I wind my clocks / OneSixNineTwo》中提及了愛麗絲·帕克，皮特森是她的後裔。
- 《Witch Hunting in Salem》，美國死亡金屬樂團Ishia的歌曲。
- 《Giles》，美國樂團Unearth寫來紀念吉爾斯·科里的歌曲。
- 《Salem 1692》，美國黑金屬樂團Ceremonial Castings於2008年發行的專輯，樂團的其中兩名成員是約翰·霍桑法官的直系後裔。
- 艾比蓋兒·威廉斯（英语：Abigail Williams (band)），是來自美國亞利桑那州鳳凰城的黑金屬樂團，取名自塞勒姆審巫案中的其中一名原告。
- 《Hunting For Witches》，街趴樂團（英语：Bloc Party）的歌曲。
- 《Burn the Witch》，石器時代女王樂團的歌曲。
- 《The Dead Can't Testify》，加拿大搖滾樂團Billy Talent的歌曲。
- 《Under a Killing Moon》，三倍樂團（英语：Thrice）的歌曲。
- 《Curse You, Salem》，瑞典重金屬樂團Wolf的歌曲。
- 《Abigail》，由金屬樂團Motionless in White創作，一首以艾比蓋兒·威廉斯為主題的歌曲。
- 《Blast Tyrant》以及《La Curandera》，離合器樂團（英语：Clutch (band)）發行的專輯。
- 《Witches》，哥德搖滾樂團One-Eyed Doll發行的概念專輯。
- 《Salem's Fate》，旋律金屬核樂團The Raven Age的歌曲。

## 遊戲
- 《惡魔城X 月下夜想曲》（1997年），遊戲中有一種叫做「塞勒姆女巫」的敵人，有時會掉落水果蛋糕，這可能捏他自女巫蛋糕。
- 《死案：靈魂追兇》（2013年），主角在塞勒姆尋找案件背後的真相。
- 《塞勒姆鎮》（2014年），MMORPG，玩法類似殺手遊戲。
- 《異塵餘生4》（2015年），動作角色扮演遊戲，採用了與現實世界不同的另一條歷史行程。遊戲中存在著另一個版本的塞勒姆鎮，還有一間「塞勒姆巫術博物館」。
- 《Fate/Grand Order》（2017年），主線章節之一「禁忌降臨庭園 塞勒姆」以塞勒姆審巫案為故事舞台，其中艾比蓋兒·威廉斯作為主要角色登場。

## 網路
- 網路動畫《RWBY》中的一個角色，名為塞勒姆。
- 《The Haunting Of The Salem Witch Trials》，網路電視劇集，2017年5月26日播映。

## 畫作與攝影

### 畫作
塞勒姆的故事在19世紀的許多出版物中特別突出，其講述了17世紀美國殖民地的建立。這些圖畫在20世紀和21世紀的出版物中廣泛地經過複製，在很多情況下並沒有準確提及創作圖畫的年代。更多內容可以查看維基共享資源。

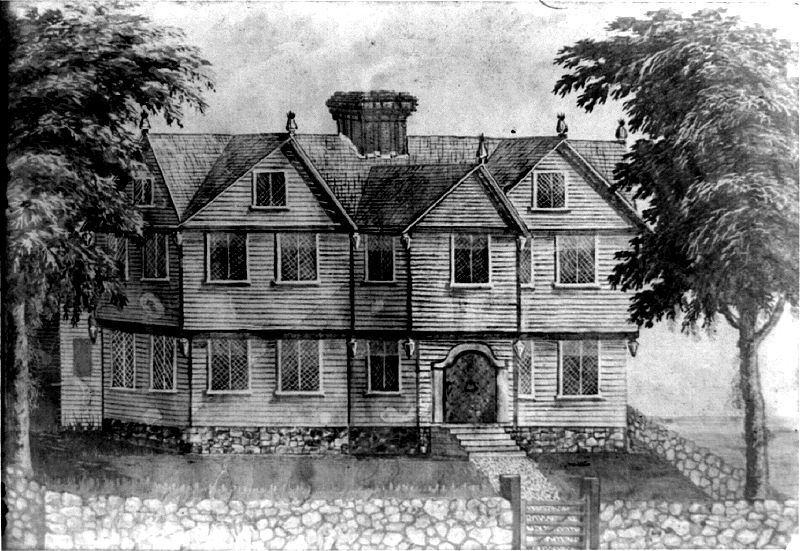
喬納森·科溫的房子，Essex St., Salem, MA；喬納森·科溫（麻薩諸塞州最高法院法官，也是法庭委員會的成員之一）的故居，建於1642年。此畫作大約於1859年完成，藏於美國國會圖書館，原持有者為麻薩諸塞州塞勒姆的Ira J. Patch。這座「老巫婆之家」目前開放大眾參觀，是塞勒姆唯一一棟自審巫案時期遺留至今的建築物。

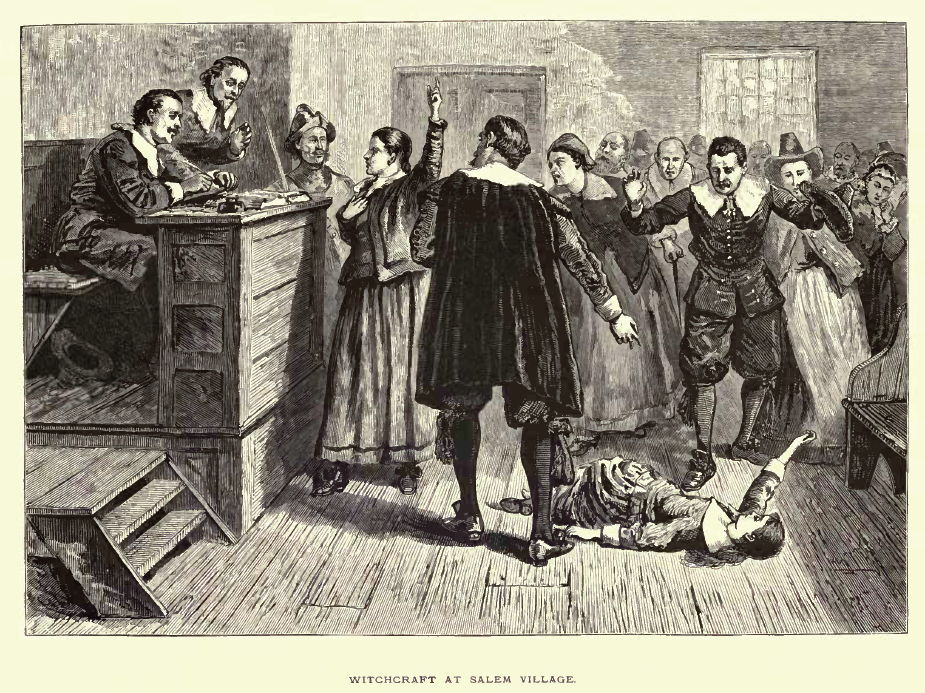
《Witchcraft at Salem Village》，此圖收錄在 《Pioneers in the Settlement of America》第一卷當中，此書作者是威廉·奧古斯塔·克拉夫茨（William A. Crafts），發行於1876年，該圖位於第452頁，可能由F·O·C·達利或格蘭維爾·柏金斯（Granville Perkins）所繪。

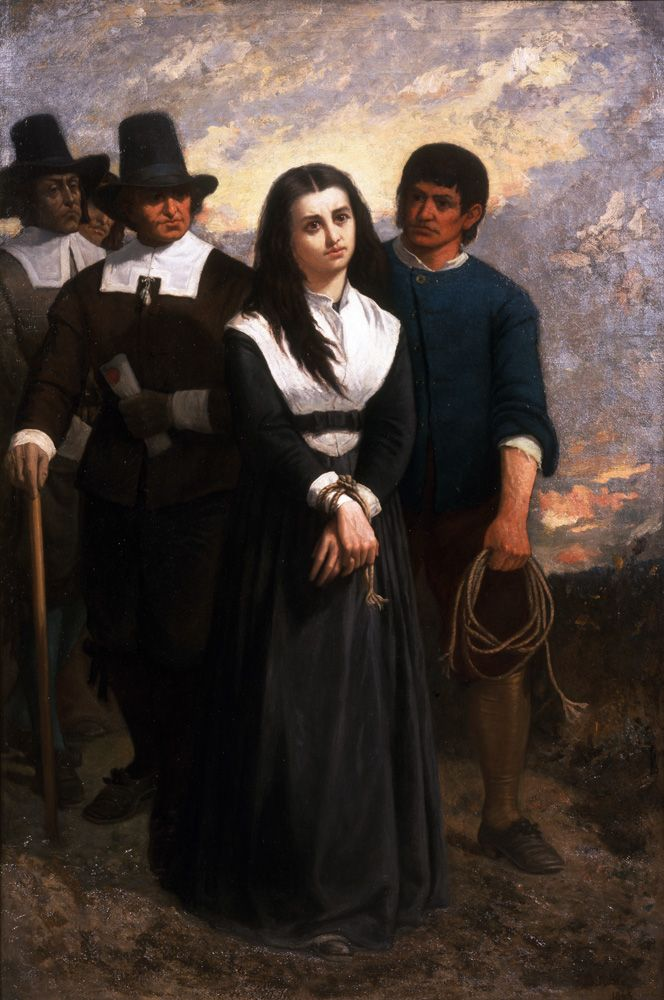
《Witch Hill》或《The Salem Martyr》，由湯瑪斯·薩特懷特·諾布爾所繪，1869年，藏於New York Historical Society

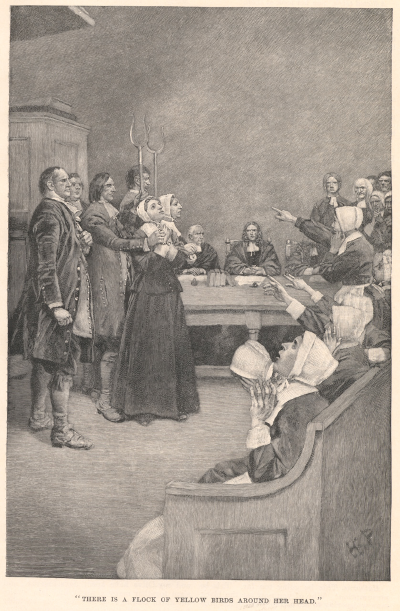
《There is a flock of yellow birds around her head.》 ，由霍華德·派爾所雕刻，陪同瑪麗·埃莉諾·威爾金斯·費里曼所寫的戲劇《Giles Cory, Yeoman》，《哈潑雜誌》第86期， 1893年，第31頁
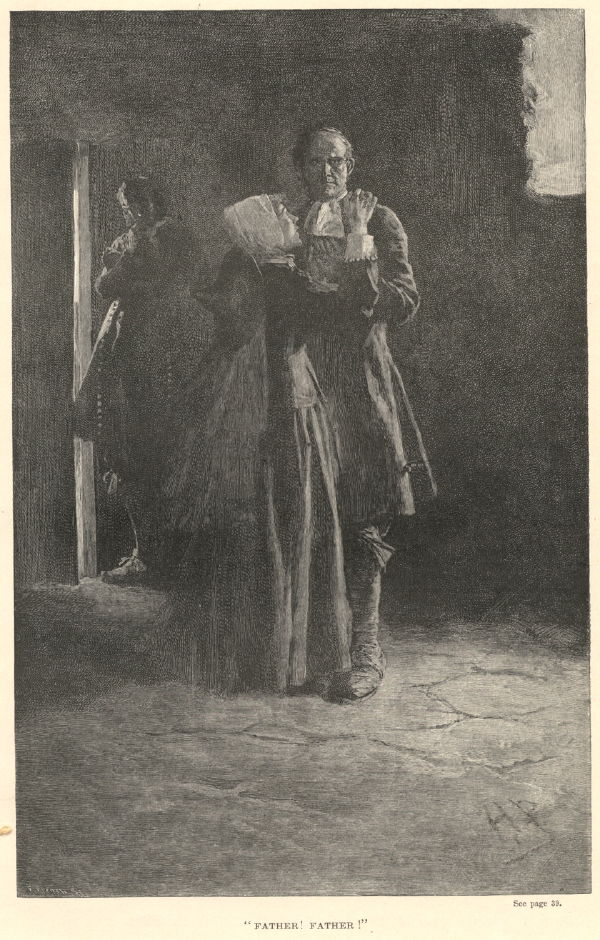
《Father! Father!》，由霍華德·派爾（英语：Howard Pyle）所雕刻，陪同瑪麗·埃莉諾·威爾金斯·費里曼所寫的戲劇《Giles Cory, Yeoman》，《哈潑雜誌》第86期，1893年，第33頁
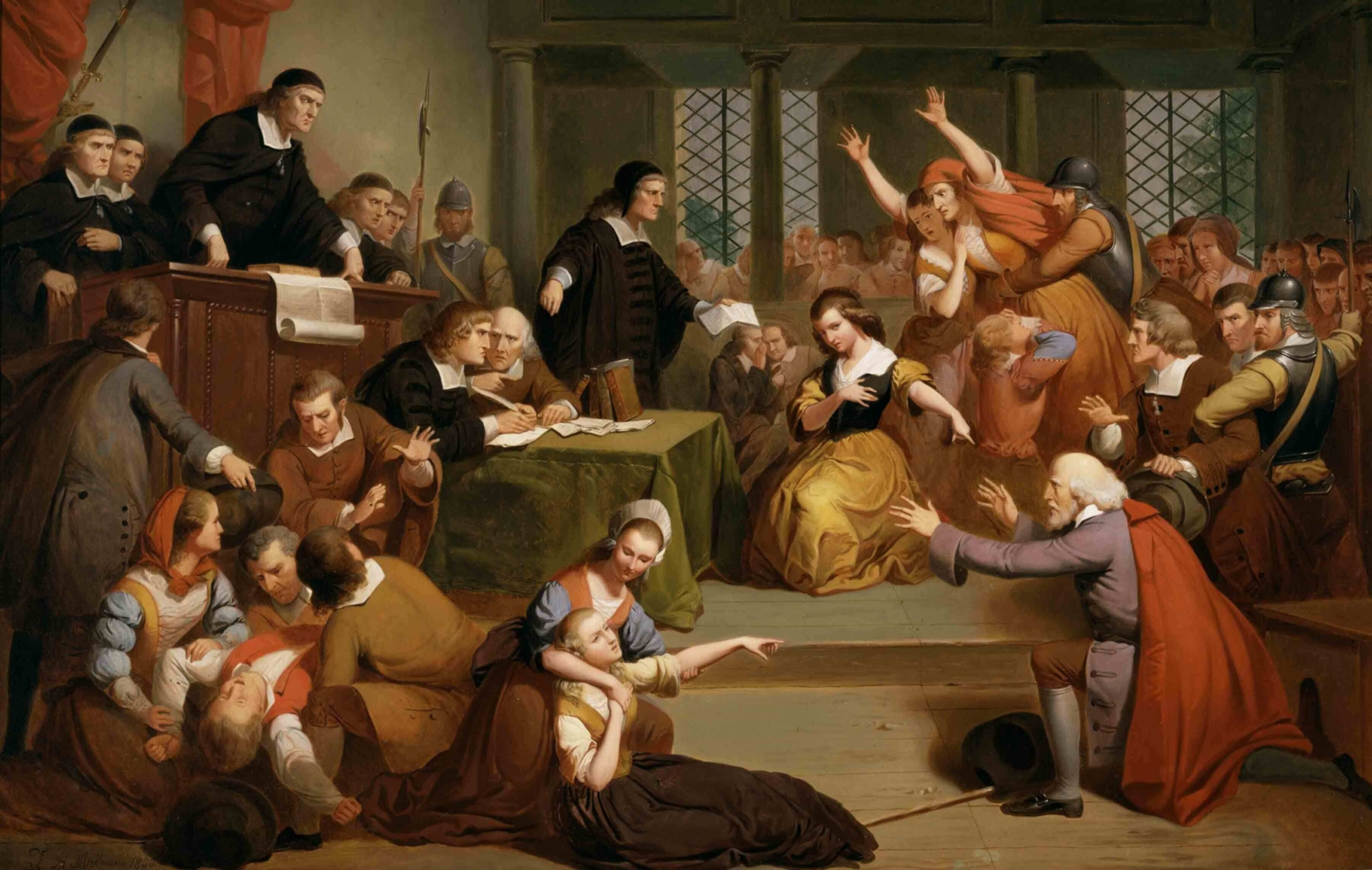
《Trial of George Jacobs, August 5, 1692》，由湯普金斯·哈里森·馬特森（英语：T. H. Matteson）所繪，1855年，藏於皮博迪埃塞克斯博物館
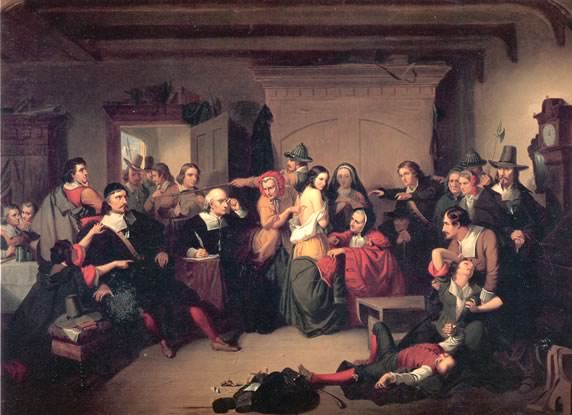
《Examination of a witch》，由湯普金斯·哈里森·馬特森（英语：T. H. Matteson）所繪，1853年，藏於皮博迪埃塞克斯博物館
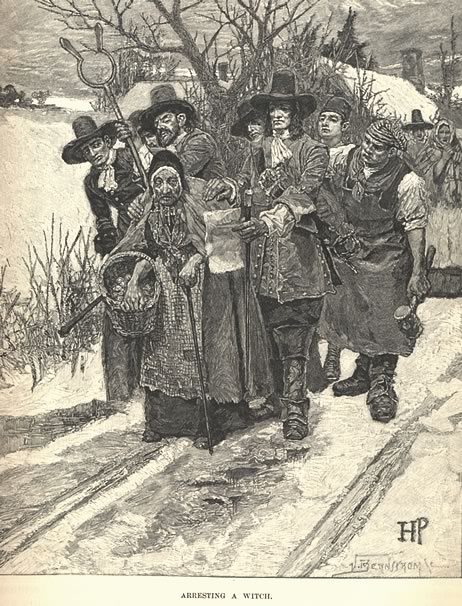
《Arresting a Witch》，由霍華德·派爾所繪，出自湯瑪斯·溫特沃思·希金森（英语：Thomas Wentworth Higginson）所寫的短文《The Second generation of Englishmen in America》，《哈潑雜誌》第67期，1883年，第221頁
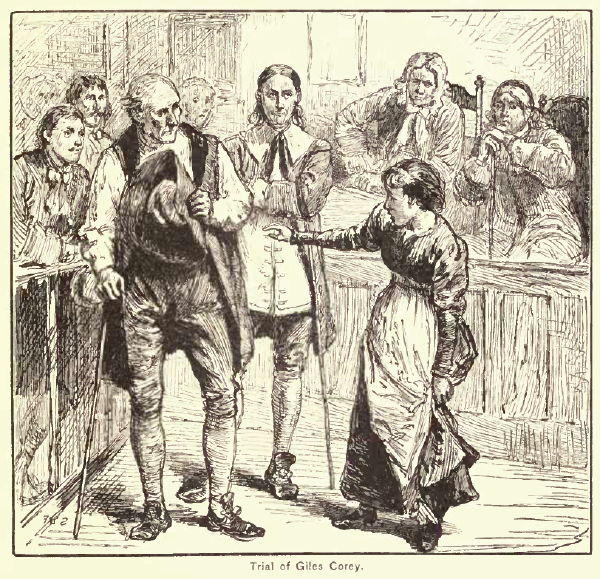
《Trial of Giles Corey》由查爾斯·史丹利·萊茵哈特（英语：Charles Stanley Reinhart）所繪，出自《A Popular History of the United States》第2卷，由斯克里布納之子公司出版，1878年，第459頁
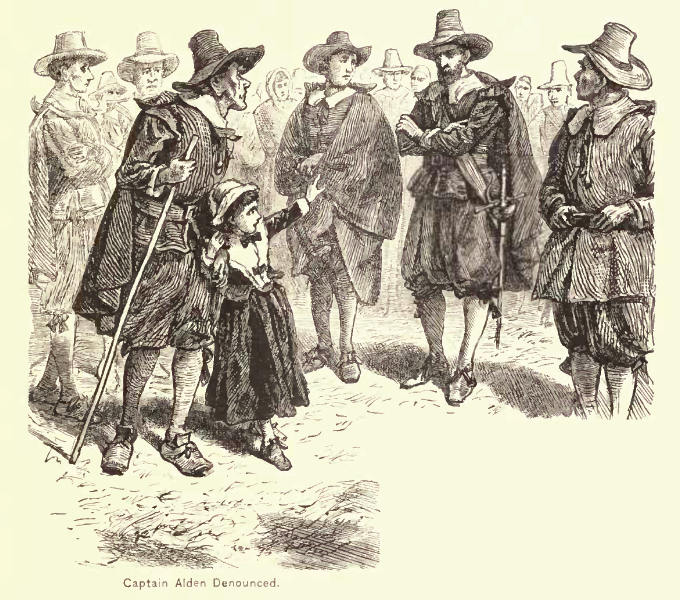
《Captain Alden Denounced》，由阿爾弗雷德·弗萊德里克斯（Alfred Fredericks）所繪，出自《A Popular History of the United States》第2卷，由斯克里布納之子公司出版，1878年，第463頁
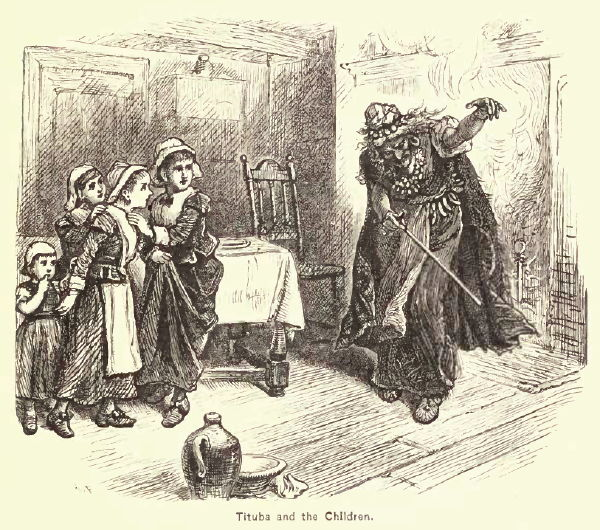
《Tituba and the Children》由阿爾弗雷德·弗萊德里克斯所繪，出自《A Popular History of the United States》第2卷，由斯克里布納之子公司出版，1878年，第457頁
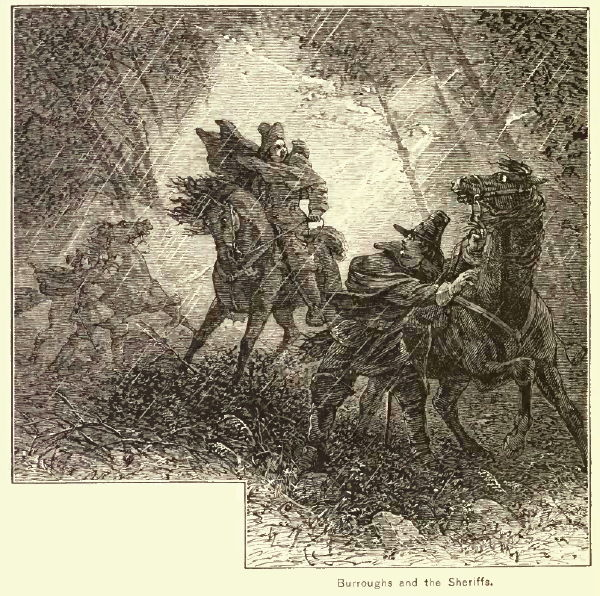
《Burroughs and the Sheriffs》，由阿爾弗雷德·渥德（英语：Alfred Waud）所繪，出自《A Popular History of the United States》第2卷，由斯克里布納之子公司出版，1878年，第470頁
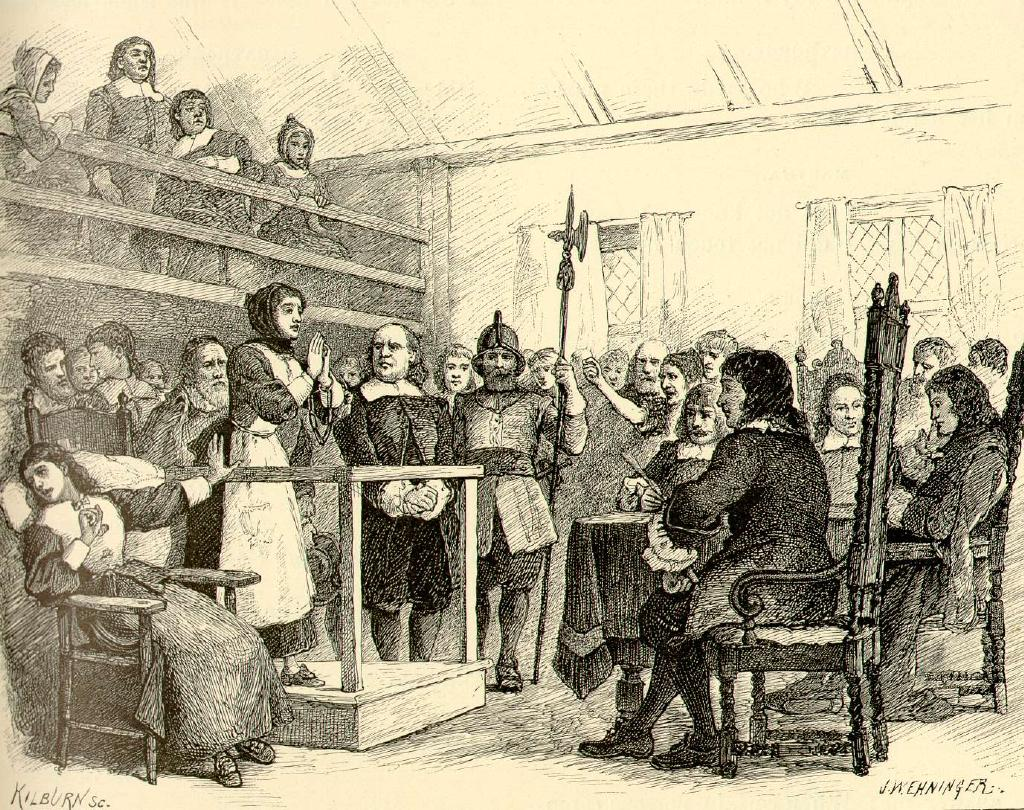
瑪莎·科里，由約翰·惠頓·埃寧格（英语：John Whetton Ehninger）所繪，陪同亨利·沃茲沃思·朗費羅所寫的戲劇《Giles Corey of the Salem Farms》，出自《The Complete Poetical Works of Henry Wadsworth Longfellow》一書，1902年
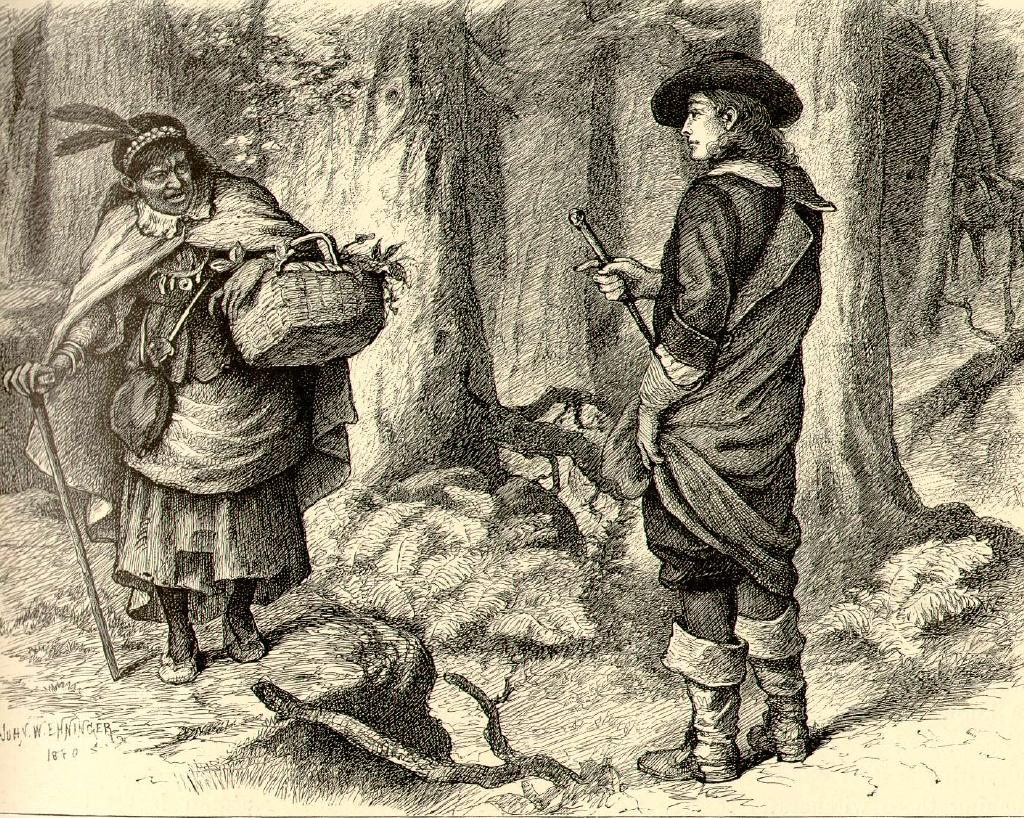
提圖芭，由約翰·惠頓·埃寧格所繪，陪同亨利·沃茲沃思·朗費羅所寫的戲劇《Giles Corey of the Salem Farms》，出自《The Complete Poetical Works of Henry Wadsworth Longfellow》一書，1902年
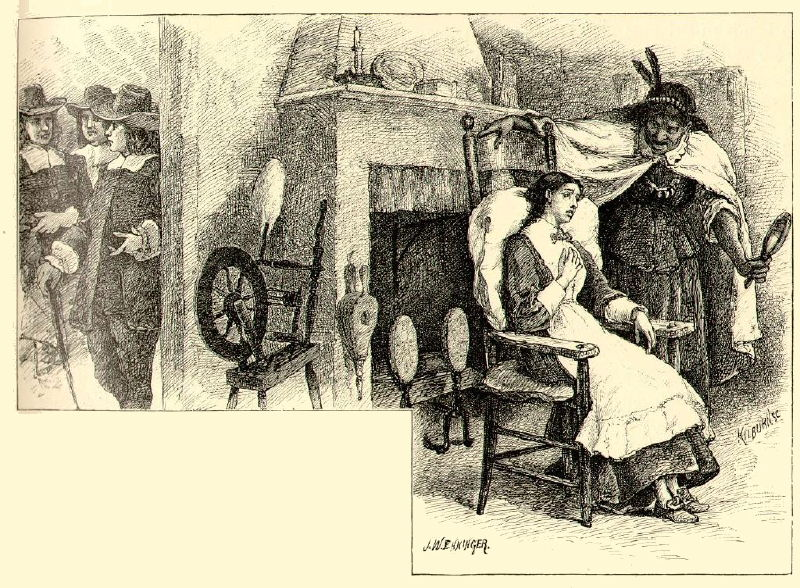
提圖芭和瑪麗·沃爾科特，由約翰·惠頓·埃寧格所繪，陪同亨利·沃茲沃思·朗費羅所寫的戲劇《Giles Corey of the Salem Farms》，出自《The Complete Poetical Works of Henry Wadsworth Longfellow》一書，1902年
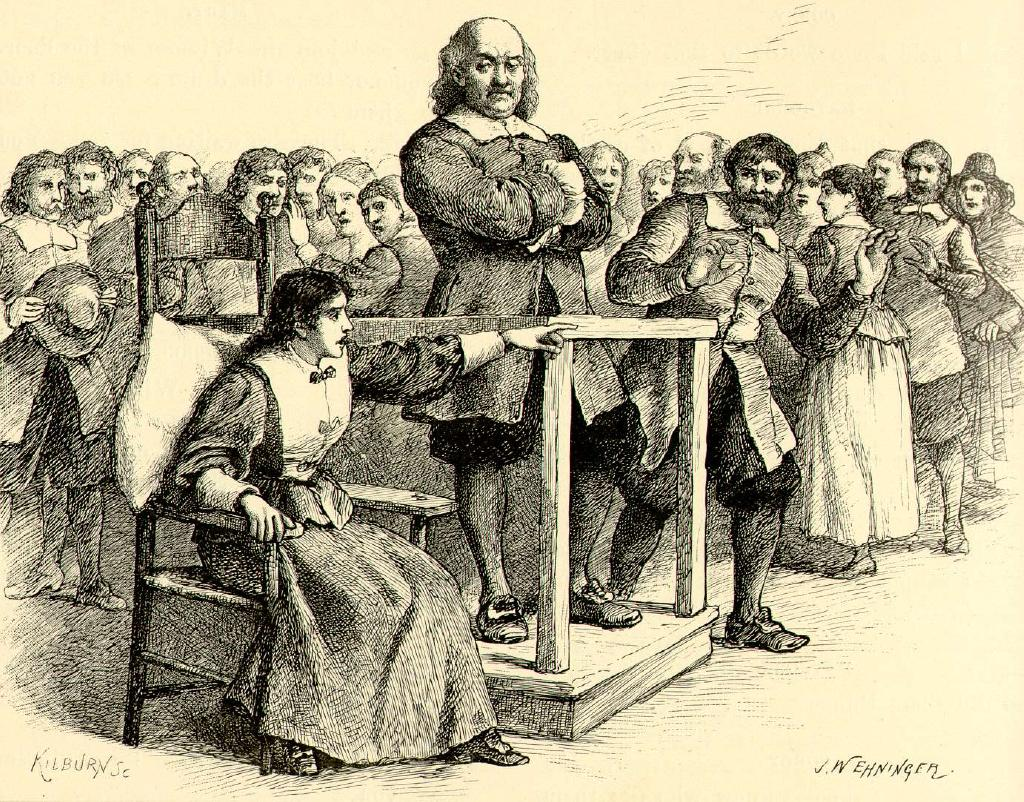
瑪麗·沃爾科特正在指控吉爾斯·科里，由約翰·惠頓·埃寧格所繪，陪同亨利·沃茲沃思·朗費羅所寫的戲劇《Giles Corey of the Salem Farms》，出自《The Complete Poetical Works of Henry Wadsworth Longfellow》一書，1902年
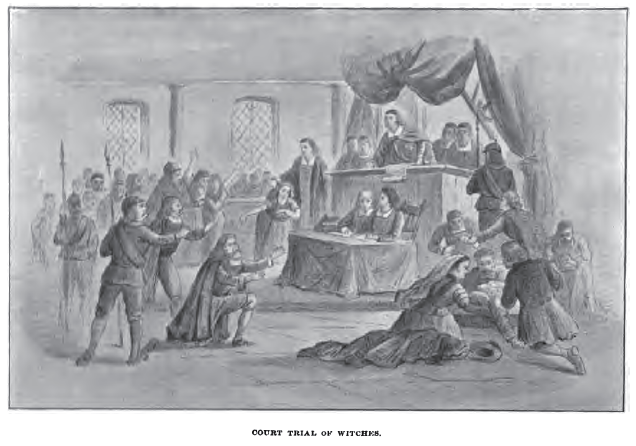
《Court Trial of Witches》，畫家不明，出自亨麗埃塔·D·金博爾（Henrietta·D·Kimball）和傑歐·A·金博爾（Geo·A·Kimball）所寫的《Witchcraft Illustrated》，1892年
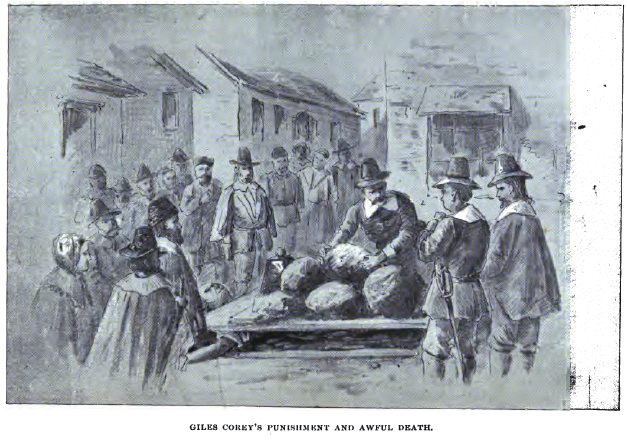
《Giles Corey's Punishment and Awful Death》，畫家不明，出自亨麗埃塔·D·金博爾和傑歐·A·金博爾所寫的《Witchcraft Illustrated》，1892年
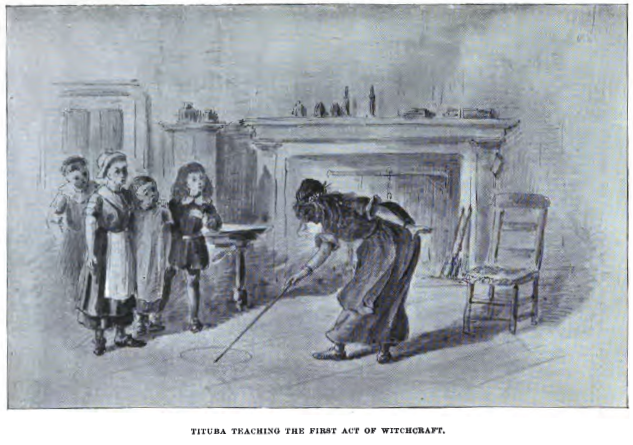
《Tituba Teaching the First Act of Witchcraft》，畫家不明，出自亨麗埃塔·D·金博爾和傑歐·A·金博爾所寫的《Witchcraft Illustrated》，1892年
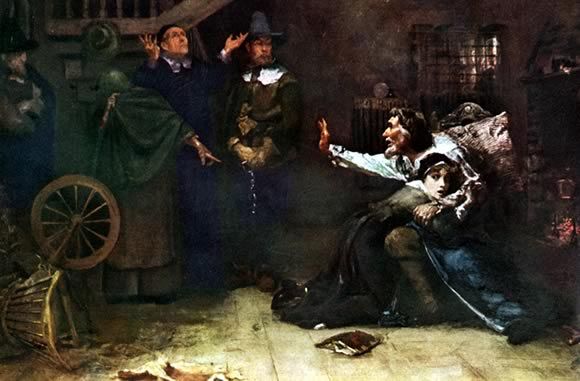
《Accused of Witchcraft》，道格拉斯·佛克（英语：Douglas Volk）所繪製的油畫，1884年，藏於科科倫藝術館
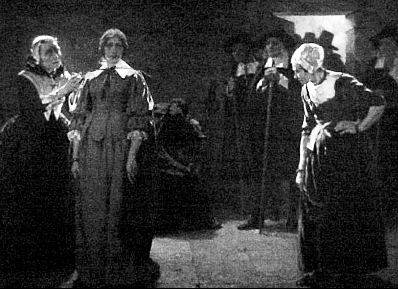
《The Witches》，瓦爾特·麥克尤恩（Walter McEwen）所繪製的油畫，大約1892年，藏於達拉斯藝術博物館
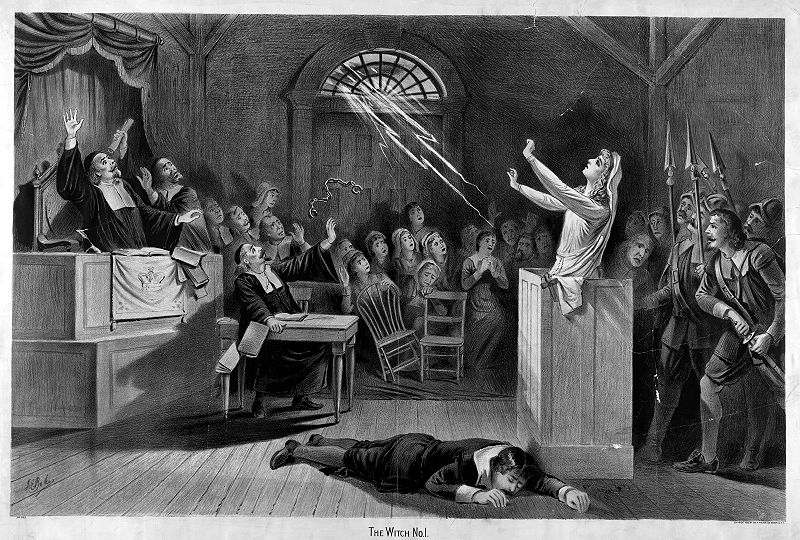
《The Witch, No. 1》，由約瑟夫·E·貝克（Joseph E. Baker）所繪，由Geo. H. Walker & Co.出版，1892年
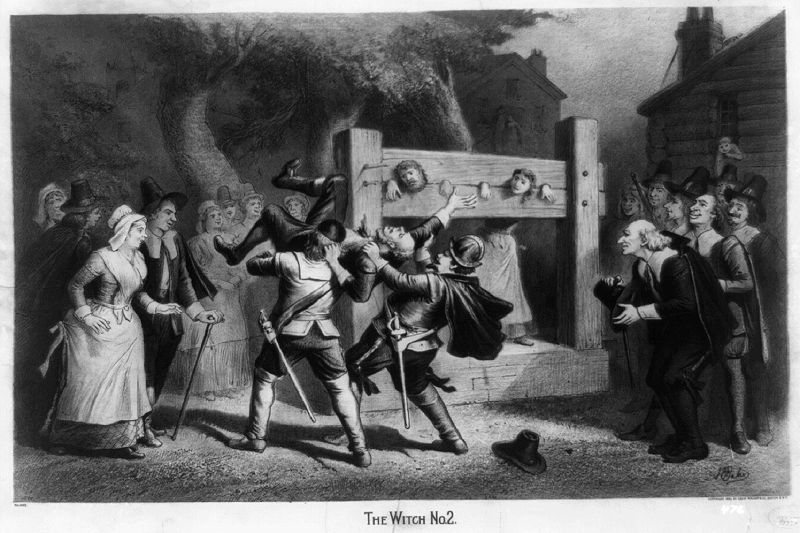
《The Witch, No. 2》，由約瑟夫·E·貝克（Joseph E. Baker）所繪，由Geo. H. Walker & Co.出版，1892年
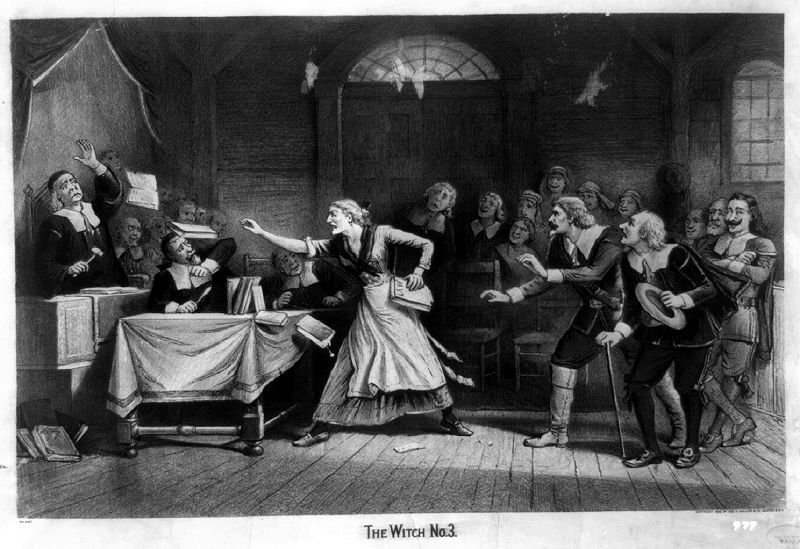
《The Witch, No. 3》，由約瑟夫·E·貝克（Joseph E. Baker）所繪，由Geo. H. Walker & Co.出版，1892年
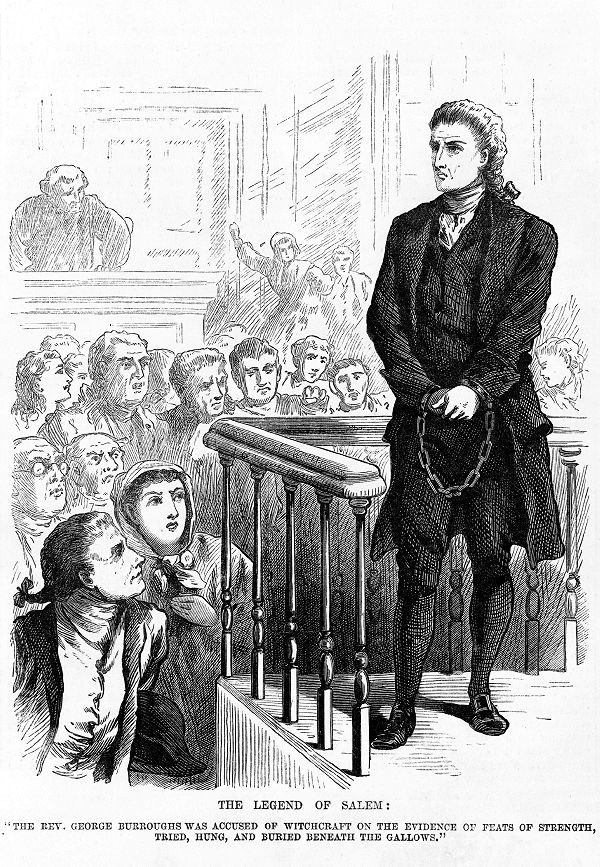
《The Legend of Salem: The Rev. George Burroughs was accused of witchcraft on the evidence of feats of strength, tried, hung and buried beneath the gallows》，出自《Some Legends of the New England Coast》第三部中的插圖，該書作者為哈莉葉·斯波福德（英语：Harriet Prescott Spofford）
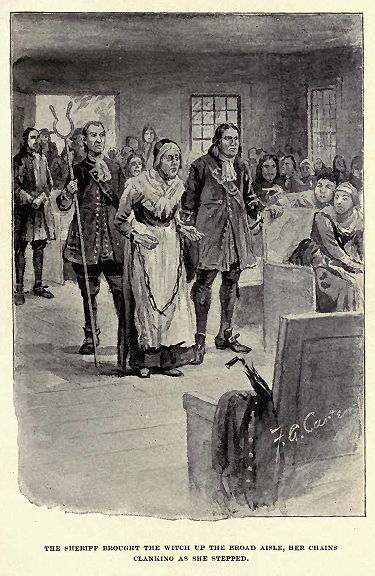
《The sheriff brought the witch up the broad aisle, her chains clanking as she stepped》，在歷史小說《The Witch of Salem, or Credulity Run Mad》中，由F·A·卡特所描繪的麗貝卡·納斯形象，由Funk & Wagnalls出版，1893年，第275頁
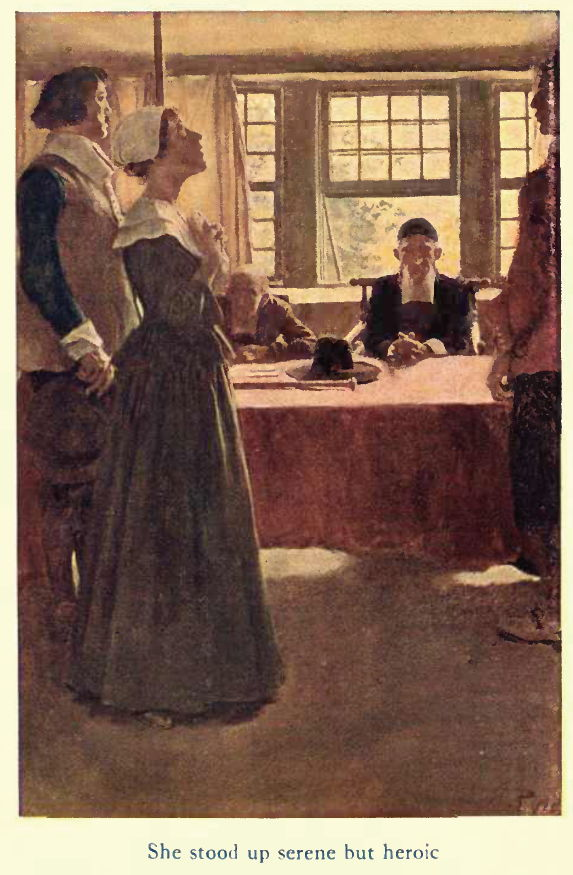
《She stood up serene but heroic》，由霍華德·派爾所繪製的卷首插畫，出自亨利·彼得森所著的《Dulcibel: A tale of old Salem》，由John C. Winston出版，1907年
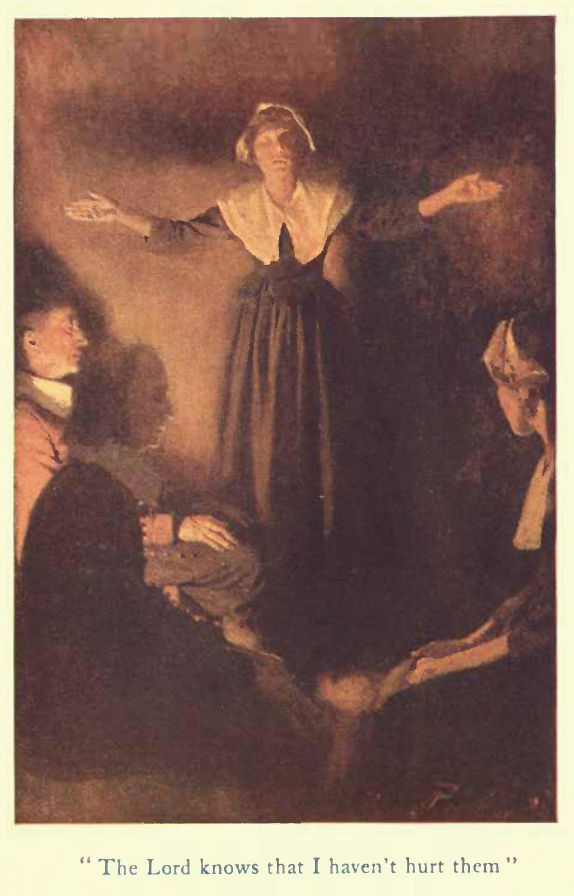
〈The Lord knows that I haven't hurt them〉，由霍華德·派爾所繪製的插畫，出自亨利·彼得森所著的《Dulcibel: A tale of old Salem》第68頁，由John C. Winston出版，1907年
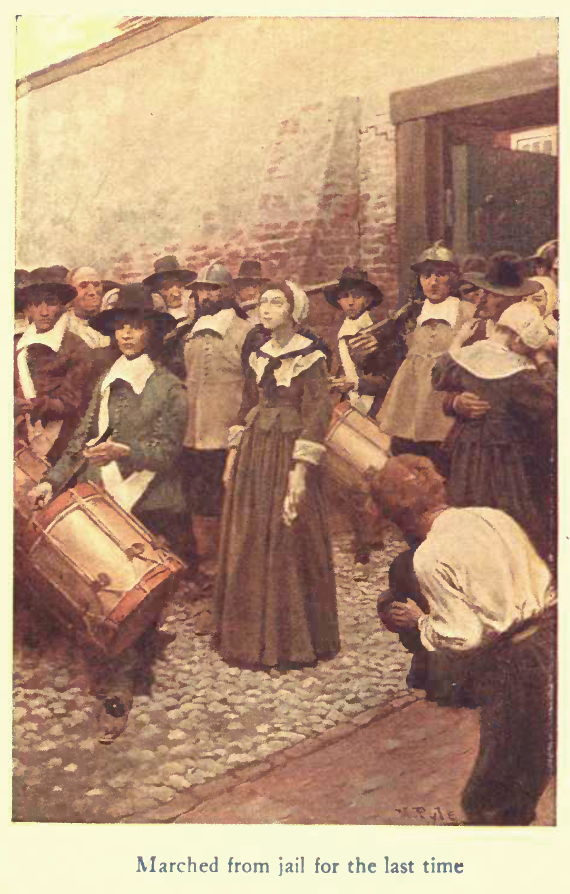
《Marched from jail for the last time》，由霍華德·派爾所繪製的插畫，出自亨利·彼得森所著的《Dulcibel: A tale of old Salem》第208頁，由John C. Winston出版，1907年

### 攝影

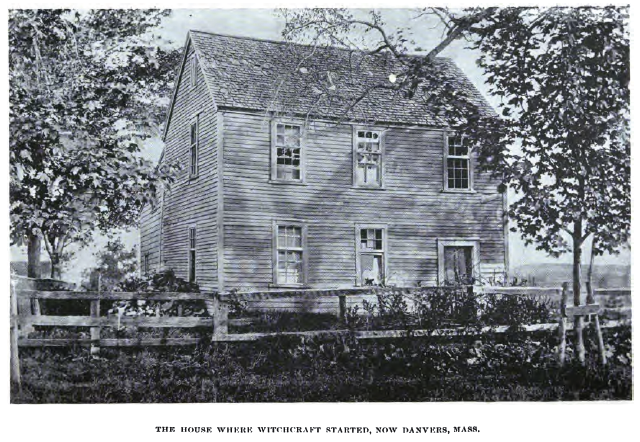
《審巫案起始之家，位於麻薩諸塞州丹弗斯》，牧師塞繆爾·帕里斯的房子，拍攝者未知，出自亨麗埃塔·D·金博爾和傑歐·A·金博爾所寫的《Witchcraft Illustrated》，1892年
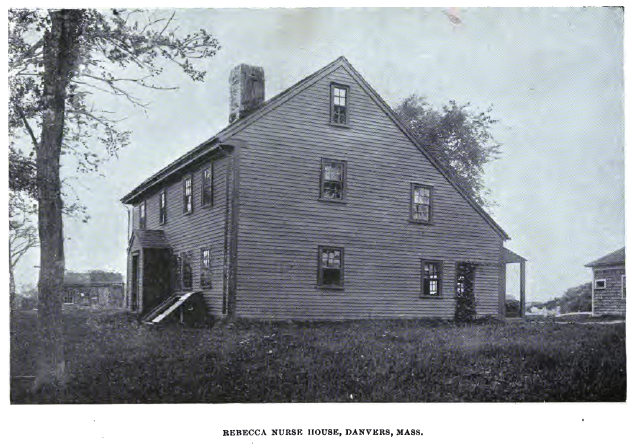
《麗貝卡·納斯故宅，位於麻薩諸塞州丹弗斯》，拍攝者未知，出自亨麗埃塔·D·金博爾和傑歐·A·金博爾所寫的《Witchcraft Illustrated》，1892年
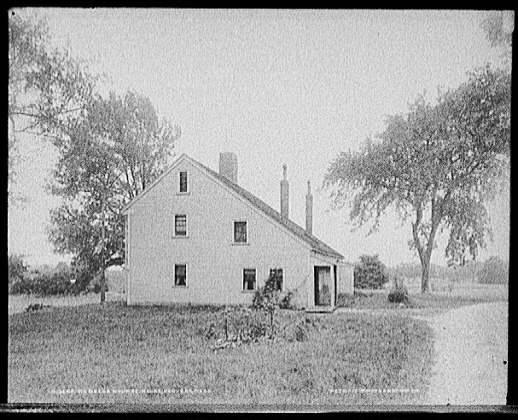
《麗貝卡·納斯故宅》，大約1900年－1906年，由底特律出版公司（英语：Detroit Publishing Company）出版
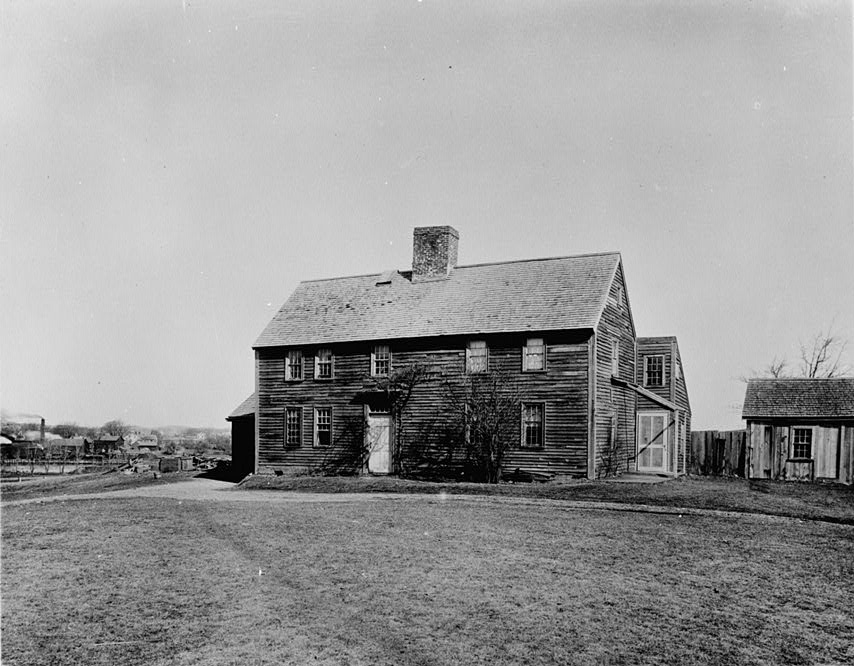
喬治·雅各布斯宅，位於麻薩諸塞州丹弗斯；拍攝者為法蘭克·O·布蘭傑蒂（Frank O. Branzetti）；出自美國歷史建築調查計劃（英语：Historic American Buildings Survey），藏於美國國會圖書館印刷與攝影區，拍攝時間未知
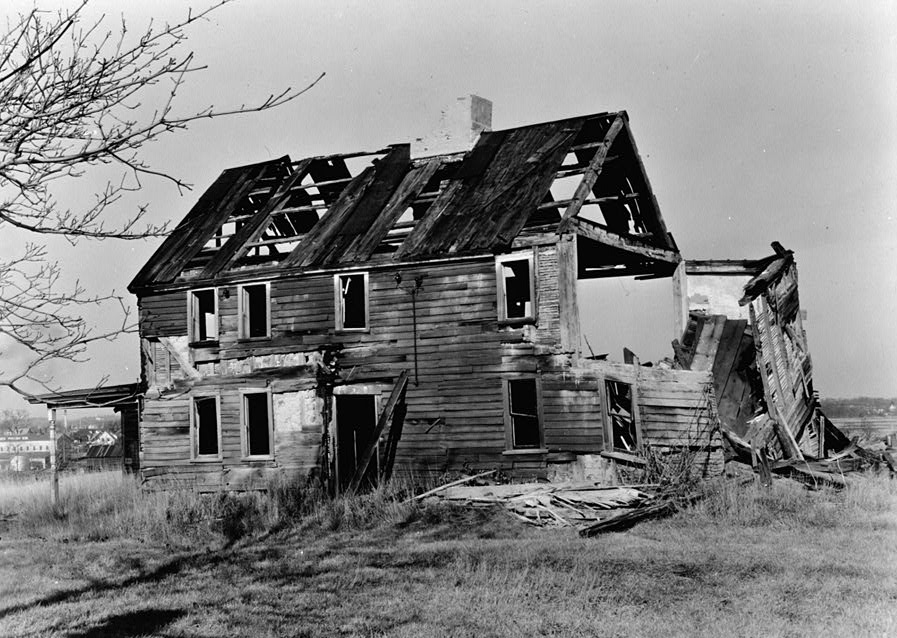
喬治·雅各布斯宅，位於麻薩諸塞州丹弗斯；拍攝者為亞瑟·C·哈斯凱爾（Arthur C. Haskell）；出自美國歷史建築調查計劃，藏於美國國會圖書館印刷與攝影區，大約1935年

## 收藏品

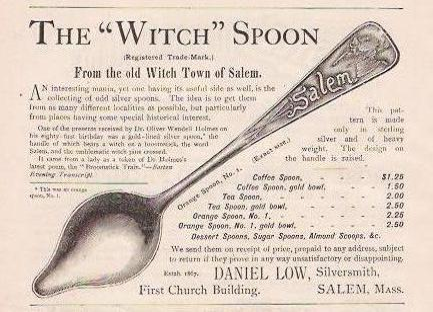
1891年，位於麻薩諸塞州塞勒姆的廣告

1890年，塞勒姆的一位珠寶商丹尼爾·羅（Daniel Low）開始銷售名為「女巫湯匙」的紀念品（見右圖）。